# Тергеуова, Калдыбала
Калдыбала Тергеуова (каз. Қалдыбала Тергеуова, 1912 год, аул Чубар, Копальский уезд, Семиреченская область, Российская империя — дата и место смерти не известны, СССР) — колхозница, Герой Социалистического Труда (1948).

## Биография
Родилась в 1912 году в ауле Чубар Туркестанского края (ныне — село Алдабергеново Жетысуской области).
С 1930 года работала сельскохозяйственной артели «Джаналык» С 1936 года по 1959 год работала звеньевой полеводческого звена.
В 1947 году звено, возглавляемое Кандыбалой Тергеуовой, собрало по 821 центнеров сахарной пшеницы с каждого гектара, за что она была удостоена звания Героя Социалистического Труда.
В колхозе работала до 1959 года, после чего вышла на пенсию.
Проживала в селе Алдабергеново.

## Награды
- Герой Социалистического Труда — Указом Президиума Верховного Совета от 28 марта 1948 года
- Орден Ленина (1948)
- Медаль «За доблестный труд в Великой Отечественной войне 1941—1945 гг.»

## Источник
- Герои Социалистического труда по полеводству Казахской ССР. — Алма-Ата, 1950. — 412 с.